# 1795 en philosophie
Chronologie de la philosophie
- 1791
- 1792
- 1793
- 1794
- 1795
- 1796
- 1797
- 1798
- 1799

L’année 1795 a été marquée, en philosophie, par les événements suivants :

## Publications
- Thomas Paine : Dissertation sur les premiers principes de gouvernement; pour le suffrage universel.